# Pyza taurica
Espèce
Pyza taurica est une espèce d'opilions dyspnois de la famille des Nemastomatidae.

## Distribution
Cette espèce est endémique de Turquie. Elle se rencontre dans les monts Taurus.

## Description
Le mâle holotype mesure 3,0 mm, le mâle paratype 3,6 mm et la femelle paratype 4,0 mm.

## Systématique et taxinomie
Cette espèce a été décrite par Gruber en 1979.

## Étymologie
Son nom d'espèce lui a été donné en référence au lieu de sa découverte, les monts Taurus.

## Publication originale
- Gruber, 1979 : « Ergebnisse zoologischer Sammelreisen in der Türkei. Über Nemastomatiden-Arten aus der Verwandschaft von Pyza aus Südwestasien und Südosteuropa (Opiliones, Arachnida). » Annalen des Naturhistorischen Museums in Wien, vol. 82, p. 559–577.